# The New Miles Davis Quintet
Albums de Miles Davis
Miles Davis Quintet / Sextet and Milt Jackson
(1955) Cookin' with the Miles Davis Quintet
(1956)
The New Miles Davis Quintet est un album de jazz de Miles Davis sorti en 1956.

## Historique
Enregistré lors de la séance du 16 novembre 1955 au studio Van Gelder à Hackensack, New Jersey. Le titre original de l'album était "MILES"
C'est le premier disque à paraitre du quintet historique qui rassembla Miles et John Coltrane.
Quatre standards avec de fulgurants solos de Coltrane tandis que Miles utilise une sourdine pour accentuer la fragilité de sa sonorité et toute l’émotion qui s’en dégage.

## Musiciens
- Miles Davis (Trompette)
- Red Garland (Piano)
- Paul Chambers (Basse)
- John Coltrane (Saxophone tenor) - sauf titre 2.
- Philly Joe Jones (Batterie)

## Titres
1. Just Squeeze Me (Duke Ellington - Lee Gaines) (7:20)
2. There Is No Greater Love (Isham Jones - Marty Symes) (5:21)
3. How Am I To Know ? (Dorothy Parker - Jack King) (4:40)
4. S'posin (Paul Denniker - Andy Razaf) (5:05)
5. The Theme (Miles Davis) (5:45)
6. Stablemates (Benny Golson) (5:15)

## Pochette
La pochette originale représente un paysage monochrome sur fond vert (voir l'illustration sur l'article anglophone) avec un seul mot "MILES" (d'où le premier nom de l'album). Le vert était une des couleurs préférées de Miles. Dans les rééditions de chez Fantasy la couleur est devenue bleue.

## Citation
" En novembre, je suis entré en studio pour honorer mes obligations envers Prestige. Au cours de cette séance, on a enregistré que des standards. L'ensemble a été intitulé "Miles". Pendant très longtemps, tout le monde a cru que c'était le premier disque de notre groupe, la première séance Columbia ayant été tenue secrète. Ce disque pour Prestige n'était pas mal, mais loin de valoir ce que nous allions faire pour eux dans les séances suivantes. "
" La musique que nous faisions ensemble est devenue incroyable. C’était si bon, que ça me donnait des frissons, comme au public. C’est rapidement devenu effrayant, tellement que je me pinçais pour m’assurer que j’étais bien là ".
MILES L'AUTOBIOGRAPHIE.
Miles Davis avec Quincy Troupe. Presses de la Renaissance. 1989